# Легіслатура штату Луїзіана
Легіслатура штату Луїзіана (англ. Louisiana State Legislature, фр. Législature d'État de Louisiane) — законодавчий орган американського штату Луїзіана. Легіслатура Луїзіани, як і легіслатури більшості інших штатів, є двопалатною і складається з Сенату, який є верхньою палатою і в якому 39 сенаторів, та з Палати представників, яка є нижньою палатою і складається зі 105 представників. Члени кожної з палат обираються в одномандатних виборчих округах з приблизно однаковою кількістю населення. Законодавчий орган збирається в будівлі Капітолія штату Луїзіана в столиці штату, місті Батон-Руж.
Луїзіана є одним із 40 штатів в країні, де депутатство не є повною зайнятістю. Члени законодавчого органу зазвичай мають своє основне місце роботи, а робота в легіслатурі є для них додатковою зайнятістю. Річна заробітна плата членів легіслатури складає 15 362 доларів на рік.

## Терміни
Члени обох палат законодавчого органу обираються на чотирирічні терміни, а кількість термінів обмежена до трьох (тобто до дванадцяти років). Обмеження термінів було введене виборцями штату на конституційному референдумі 1995 року, і пізніше було включене до статті III параграфу 4 Конституції штату Луїзіана. Через цю поправку, в 2007 році деякі члени законодавчого органу досягли максимальної кількості термінів і не могли обиратися знову. Обмеження накладається на терміни, що йдуть під ряд, тобто можна обиратися знову після перерви.

## Лідери
Лідери кожної палати легіслатури обираються на початку кожного нового терміну і обіймають свої посади протягом чотирьох років. Палата представників обирає поміж своїх членів Спікера та Тимчасового спікера. Хоч ця процедура і не записана в конституції, традиційно кандидатуру Спікера Палати представників пропонує Губернатор штату Луїзіана. Палата представників також обирає головного клерка. Сенат обирає зі свого складу Президента Сенату, який є головою палати, і його кандидатуру так само пропонує губернатор.
Із 1853 року до ухвалення нової Конституції штату Луїзіана в 1974 році, Віцегубернатор штату Луїзіана вважався формальним головою Сенату. Наразі Віцегубернатор виконує повноваження делеговані йому Губернатором. Він також виконує обов'язки Губернатора, якщо ця посада достроково звільняється, або якщо Губернатор не в змозі виконувати свої обов'язки, або перебуває поза межами штату. Оскільки Віцегубернатор більше не головує у Сенаті, його зробили формальним членом кожного комітету, ради та комісії, до якої входить і Губернатор. Крім того, Віцегубернатор є головою Департаменту культури, відпочинку і туризму Луїзіани.

## Сесії та кворум
В парні роки легіслатура штату вперше збирається опівдні останнього понеділка березня не більше ніж на 60 законодавчих днів на 85-денний період. В непарні роки сесії із обмеженою юрисдикцією збираються опівдні останнього понеділка квітня не більше ніж на 45 законодавчих днів на 60-днний період. Легіслатура також може збиратися на позачергові сесії та на сесії із подолання вето. Легіслатура зобов'язана збиратися на організаційні сесії, які не мають тривати довше за три дні. На цих організаційних сесіях члени законодавчого органу складають присягу. Позачергова сесія може бути скликана Губернатором або зібрана головами обох палат на письмову вимогу більшості членів кожної палати. Позачергова сесія обмежена кількістю днів вказаною в прокламації, але не більше 30, і на них можуть ухвалюватись лише законодавчі акти що стосуються теми вказаної в прокламації.
Для того щоб мати кворум обом палатам необхідна присутність більшості членів, а саме принаймні 20 сенаторів або 53 представників. Кожна палата зобов'язана вести журнал своєї діяльності і публікувати його одразу після закриття кожної сесії.

## Політичний імунітет
Члени обох палат Легіслатури штату Луїзіана не можуть бути заарештовані, окрім як за кримінальні злочини, під час відвідання законодавчих сесії чи засідань комітетів, а також на шляху до чи з них. Членів законодавчого органу не можна допитувати щодо того, що вони сказали в легіслатурі.

## Право вето
Губернатор штату Луїзіана має право часткового вето (тобто накладати вето на окремі положення законопроєктів). Легіслатура має конституційні повноваження подолати вето губернатора двома третинами голосів в кожній палаті.

## Галерея

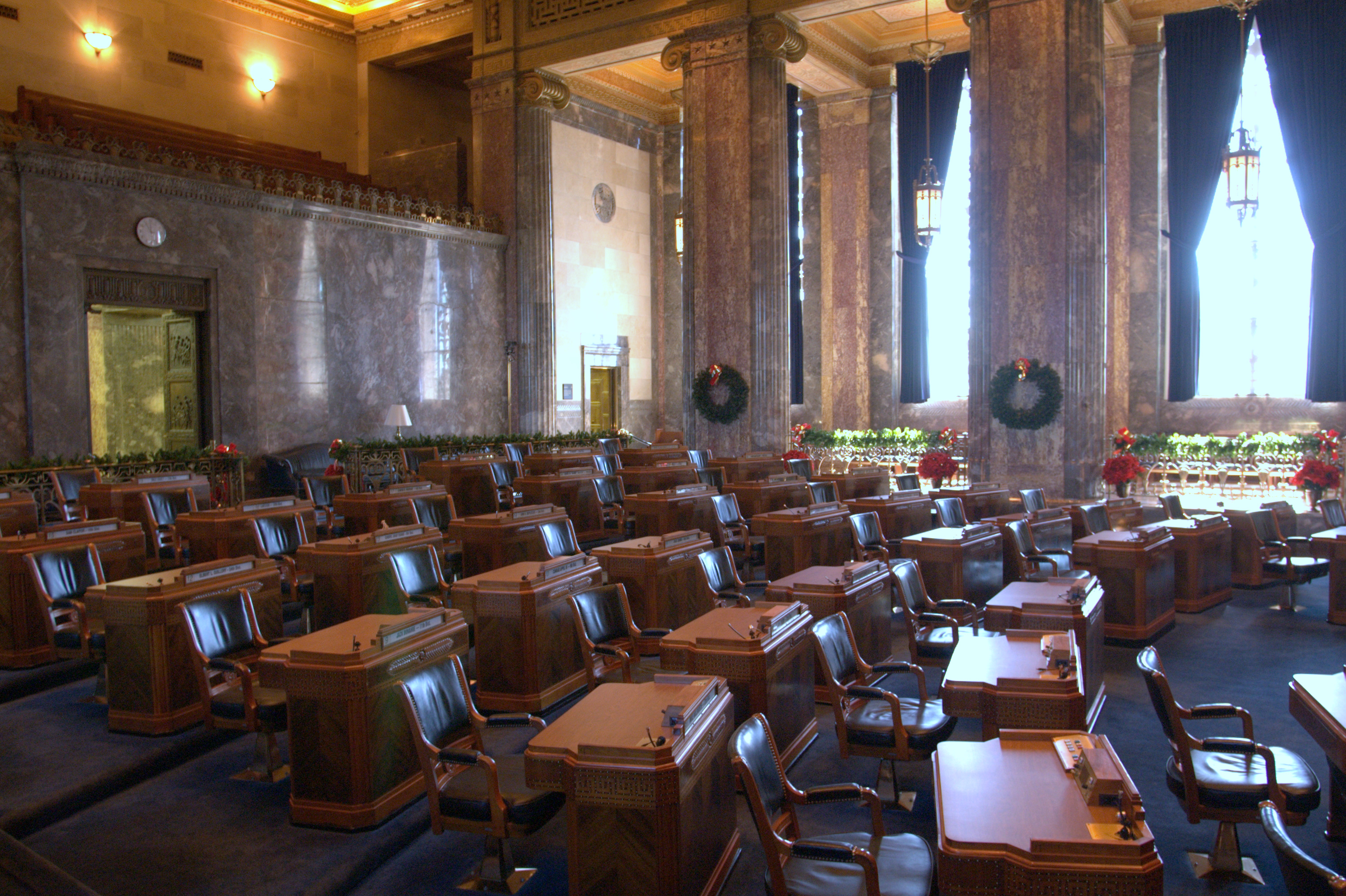
Зала засідань Сенату
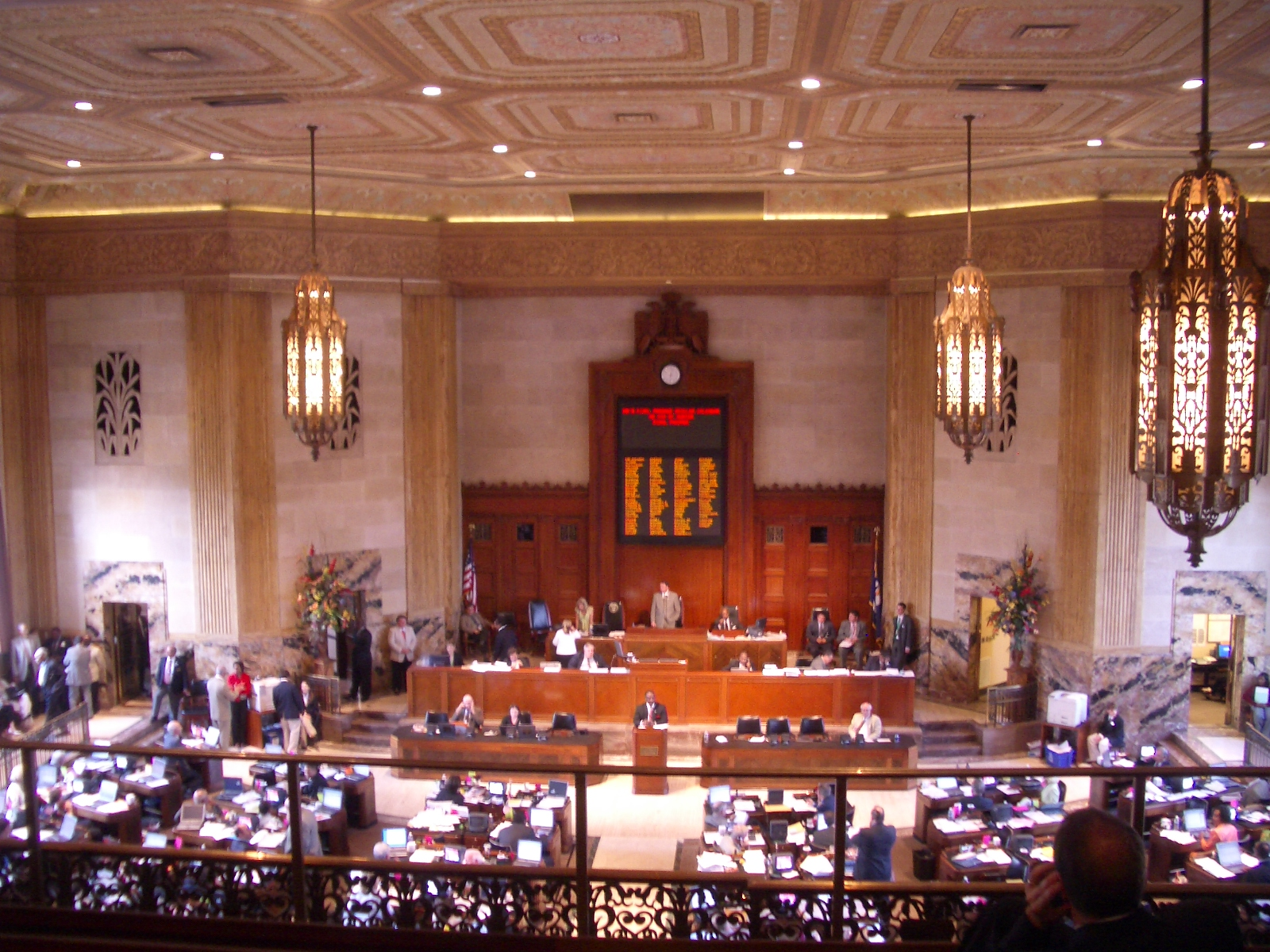
Зала засідань Палати представників
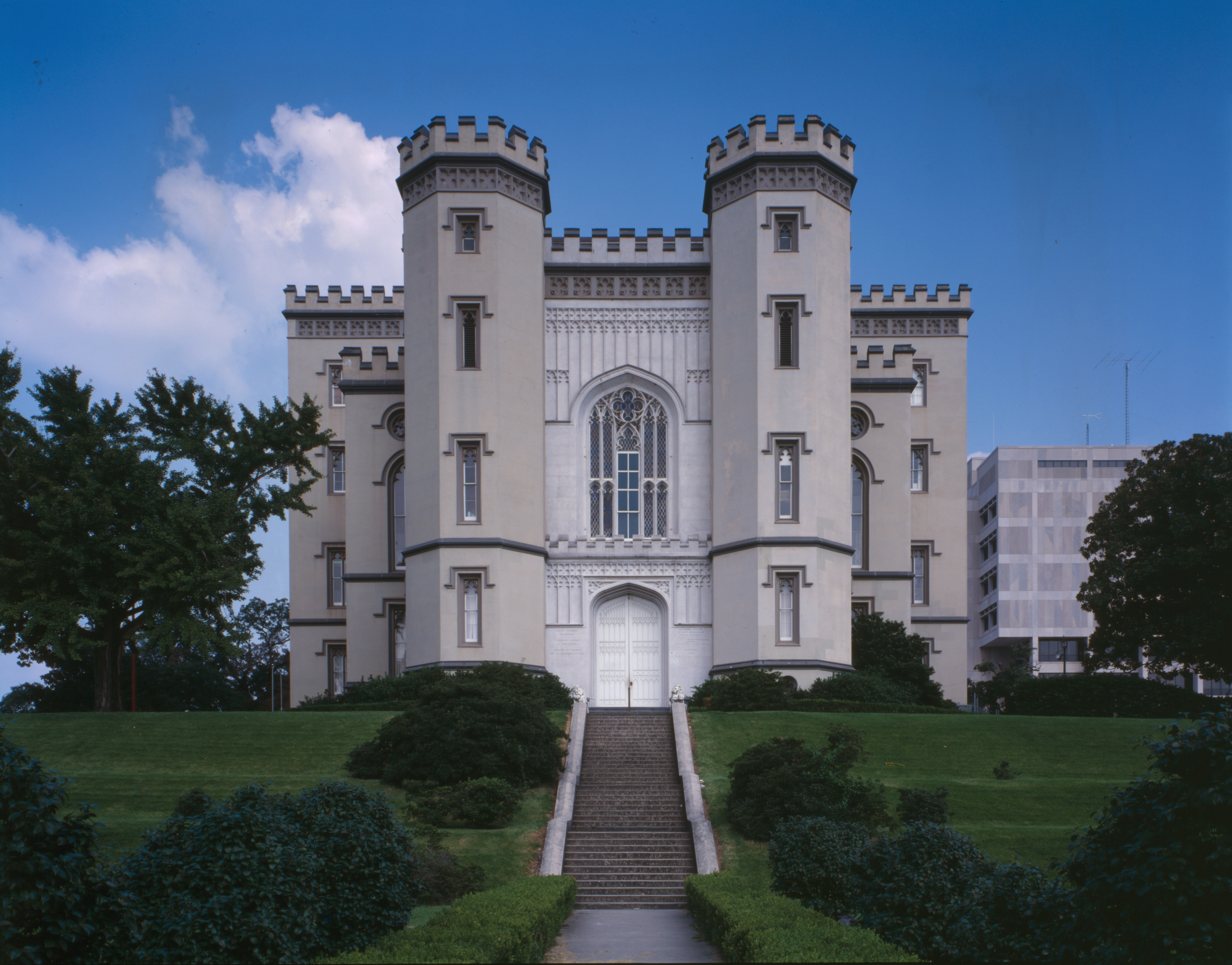
Капітолій штату Луїзіана в 1849–1862 та 1882–1932 роках
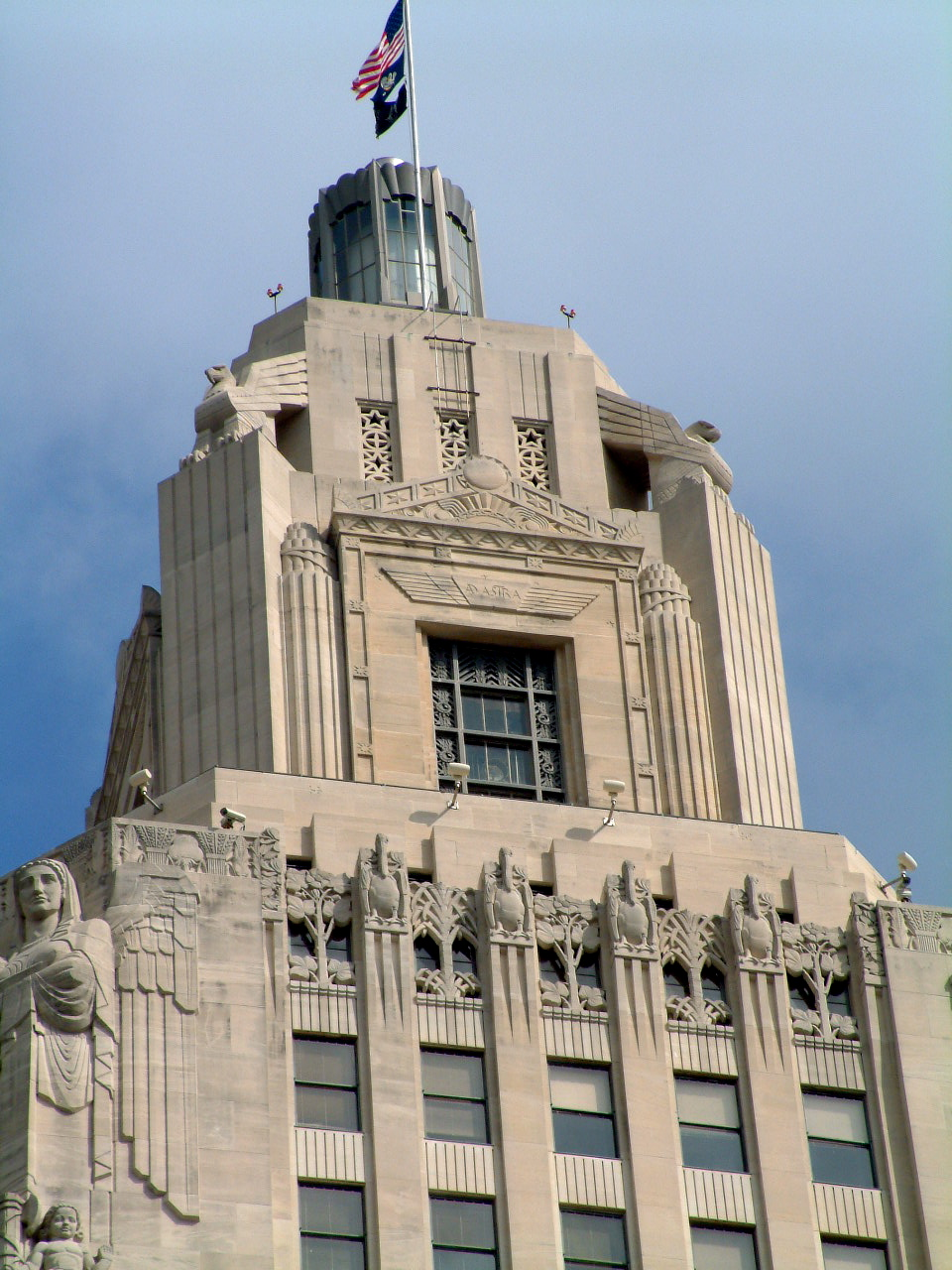
Вершина будівлі Капітолія